# The Old Gods and the New
"The Old Gods and the New" (em português:  "Os Deuses Antigos e os Novos Deuses") é o sexto episódio da segunda temporada da série de fantasia medieval Game of Thrones. Ele foi escrito pela coprodutora executiva Vanessa Taylor e dirigido por David Nutter. O episódio foi exibido pela primeira vez no dia 6 de maio de 2012 pela HBO.
O título do episódio faz referências aos "Velhos Deuses" adorados no Norte e os "Novos Deuses", a religião que prevalece no restante de Westeros. Neste episódio, Theon toma o controle de Winterfell. Em Porto Real, os Lannister enviam Myrcella para Dorne; Daenerys vai procurar ajuda com o Rei das Especiairias; e Qhorin Meia-Mão dá a Jon uma chance para se provar. 
"The Old Gods and the New" marca primeira aparição da atriz Rose Leslie como a selvagem Ygritte. O episódio foi filmado em locações na Croácia, Irlanda do Norte e Islândia. Os índices de audiências mantiveram-se estáveis e a resposta da crítica foi muito positiva.

## Enredo

### Em Winterfell
Theon Greyjoy tomou controle do castelo de Winterfell, declarando-se príncipe e lorde. Ele convence Bran Stark a entregar o castelo sob a promessa de não ferir nenhum de seus habitantes. Entretanto, Sor Rodrik Cassel é capturado do lado de fora e levado perante Theon; o cavaleiro cospe nele e o insulta, forçando Theon a executá-lo para manter o respeito de seus homens. Ele é incapaz de matar o homem com um único golpe, batendo e chutando Sor Rodrik repetidas vezes até decapitá-lo. À noite, a serva selvagem Osha seduz Theon; sem ele saber, ela o distrai para permitir que Hodor fuja de Winterfell com Bran e Rickon.

### Nas Terras Ocidentais
Robb Stark encontra-se novamente com a enfermeira Talisa Maegyr. Enquanto conversam, Catelyn Stark chega no acampamento. Percebendo o interesse que seu filho tem pela mulher, Catelyn o lembra que ele não possui a liberdade para seguir seu coração: em troca de sua passagem pelas Gêmeas, Robb prometeu se casar com uma das filhas de Lorde Walder Frey. Os Stark recebem as notícias da traição de Theon e a execução de Sor Rodrik. Robb, furioso, afirma que reconquistará Winterfell, porém Lorde Roose Bolton o aconselha a não fazer isso, porque assim ele irá perder tudo que conquistaram dos Lannister. Bolton propõe enviar seu filho bastardo, Ramsay Snow, para Winterfell em nome de Robb. O Rei do Norte concorda, porém exige que Theon seja capturado vivo para que possam entender sua traição e para que ele execute-o por conta própria.

### Além da Muralha
A expedição comandada por Qhorin Meia-Mão captura um posto selvagem. Todos os selvagens são mortos com a exceção de Ygritte, uma mulher capturada por Jon Snow. Depois dela falar sobre o enorme exército selvagem, Qhorin ordena que Jon a execute antes de voltar para o resto do grupo. Entretanto, ele é incapaz de matá-la, permitindo que Ygritte escape. Jon consegue recapturá-la, porém percebe que está perdido. Com a noite se aproximando, Jon é forçado a dormir a céu aberto e se recusa a criar fogo; ele é convencido a dormir perdo de Ygritte para que os dois possam partilhar calor corporal. Durante a noite, Ygritte o atormenta ao provocá-lo sexualmente.

### Em Porto Real
A Princesa Myrcella Baratheon é enviada para Dorne como parte de seu casamento arranjado com a família Martell. Depois de despedirem-se, e enquanto o séquito real volta para a Fortaleza Vermelha, a insatisfação dos habitantes da cidade chega no limite: o Rei Joffrey Baratheon é atingido por esterco, e ele reage ordenando que seus guardas matem todos os cidadãos. Começa uma enorme confusão e a família real é forçada a fugir. Tyrion Lannister soca Joffrey no rosto e tenta comandar ele próprio a situação, porém a Guarda Real recusa-se a receber ordens dele. Presa do lado de fora do castelo, Sansa Stark é quase estuprada por vários homens antes de ser salva por Sandor "Cão de Caça" Clegane.

### Em Harrenhal
Lorde Tywin Lannister está cada vez mais insatisfeito e furioso com a incompetência de seus homens, que enviaram importantes informações militares a vassalos Stark por confundirem os nomes das famílias. Tywin percebe que sua copeira Arya Stark sabe ler melhor que todos os seus cavaleiros, algo incomum porque Arya contou que era filha de um pedreiro. Os esforços da garota para esconder sua verdadeira identidade são ameaçados pela chegada inesperada de Petyr "Mindinho" Baelish. Ela é forçada a servir o homem enquanto escondeu seu rosto, e não fica claro se Mindinho a reconheceu. Mais tarde, Sor Amory Lorch pega Arya com uma mensagem roubada falando sobre seu irmão Robb. Ela consegue fugir dele e pedir para o assassino Jaqen H'ghar matá-lo, apesar de protestos. Assim que Amory Lorch entra na sala de Tywin, ele cai no chão morto por um dardo envenenado.

### Além do Mar Estreito
Daenerys Targaryen se encontra com o Rei das Especiarias, membro dos Treze de Qarth. Seus pedidos por navios são rejeitados. Mais tarde, enquanto caminha com Xaro Xhoan Daxos, ela e seus guardas descobrem os corpos mortos de guardas qartenhos e membros de seu próprio khalasar na mansão de Xaro. Os corpos levam até seus aposentos, onde sua aia Irri está morta e seus dragões roubados. Os dragões são vistos sendo carregados por um figura misteriosa até uma grande torre.

## Produção

### Roteiro
"The Old Gods and the New" foi o segundo episódio de Game of Thrones escrito pela co-produtora executiva Vanessa Taylor. O roteiro se baseou nos capítulos 39, 41, 42, 47 e 52 (Arya VIII, Daenerys III, Tyrion IX, Bran VI e Jon VI) do romance A Clash of Kings escrito por George R. R. Martin. A cena de abertura, com os homens de ferro tomando Winterfell, pega elementos de três capítulos diferentes: 51, 57 e 67 (Theon IV, V e VI).
Algumas mudanças mais significativas em relação ao romance original incluem Jon Snow recusando-se a permitir que Ygritte vá embora depois de não conseguir executá-la, as mortes de Sor Rodrik Cassel e Irri (nos livros Sor Rodrik morre apenas mais tarde, e Irri ainda está viva no final do quinto livro), e Arya usando seu segundo desejo para matar Sor Amory Lorch ao invés de Weese (personagem que foi cortado da série). Os irmãos Jojen e Meera Reed também não foram apresentados: nos livros eles ajudam Bran e Rickon escapar de Winterfell; eles entraram na série apenas no episódio "Dark Wings, Dark Words", da terceira temporada. Além disso, a história em Qarth desviou-se muito do livro, com o roubo dos dragões de Daenerys sendo algo totalmente original da série.

### Seleção de elenco
Este episódio marca a primeira aparição da atriz Rose Leslie interpretando a selvagem Ygritte. Os produtores haviam visto seu trabalho na série Downton Abbey, onde ela interpretava Gwen Dawson, e gostaram da habilidade que ela tinha para fazer sotaques nórdicos. Ela treinou combate básico na London Academy of Music and Dramatic Art e estava muito ansiosa para fazer os aspectos mais físicos da personagem.
A atriz Amrita Acharia ficou surpresa pela morte de sua personagem Irri, mas achou que ela servia para um propósito maior: deixar Daenerys mais isolada. Uma cena mostrando Irri sendo estrangulada por Doreah foi filmada, mas eventualmente foi cortada na edição. Acharia revelou: "Acho que é difícil ser estrangulada em cena, porque obviamente até certo ponto você precisa ser realmente estrangulada para parecer real. Então no dia seguinte eu fiquei com grandes machucados no pescoço. Fiquei orgulhosa. Cicatrizes de guerra".

### Locações

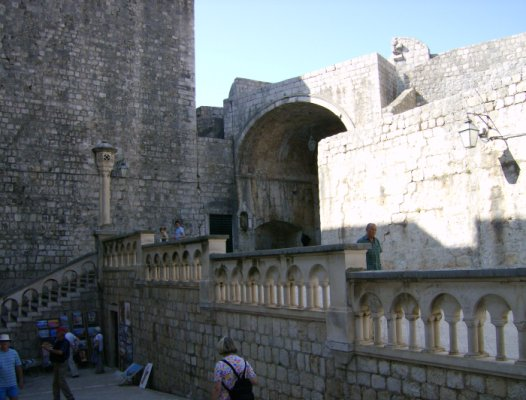
O tumulto em Porto Real foi filmado no Portão de Pile, a principal entrada da cidade velha de Dubrovnik.

As cenas internas de "The Old Gods and the New" foram filmadas nos estúdios The Paint Hall, em Belfast, enquanto as cenas de Winterfell e Harrenhal foram feitas em grandes cenários construídos em Moneyglass e Banbridge, Irlanda do Norte. A Islândia foi usada como locação para representar as cenas ao norte da Muralha, com a equipe gravando no glacial de Svínafellsjökull, no Parque Nacional Vatnajökull, perto de Skaftafell.
Na cidade de Dubrovnik, Croácia, a produção usou a costa entre o Forte Bokar e Forte Lovrijenac para a partida de Myrcella para Dorne, o Portão de Pile para o tumulto entre a população e o séquito real e o pátio interno do Forte Lovrijenac como o refúgio da família real após o tumulto. O átrio do Palácio do Reitor, também em Dubrovnik, foi usado como locação para o palácio do Rei das Especiarias em Qarth. Na mesma cena, o busto do marinheiro croata Miho Pracat do século XVI pode ser visto.

## Repercussão

### Audiência
"The Old Gods and the New" foi exibido pela primeira vez nos Estados Unidos em 6 de maio de 2012 pela HBO. Em sua primeira exibição, o episódio atraiu 3,879 milhões de telespectadores. Sua primeira reprise, que foi ao ar na mesma noite, foi assistida por 0,832 milhões de pessoas.

### Crítica
"The Old Gods and the New" foi aclamado pela crítica especializada. Matt Fowler da IGN deu uma nota 10/10 ao episódio, afirmando "Puritanos dos livros certamente terão suas queixas, porém achei 'The Old Gods and the New' nada menos que um intenso triunfo; cheio de crueldade e choques". Todd VanDerWerff da The A.V. Club avaliou o episódio como uma nota "A", dizendo que era um dos melhores da série. Ele comentou sobre como o enredo da série estava se divergindo do romance original, porém afirmou que o coração da história foi mantido e que mudanças eram necessárias para explicitamente expressar os monólogos internos dos personagens no livro. Ele também elogiou a unidade temática de "The Old Gods and the New", alcançada ao fazer com que os arcos dos diferentes personagens ocorressem no espaço de um dia.
Jace Lacob da Televisionary concordou com as outras opiniões, dizendo que o episódio era o melhor da temporada até aquele momento: "Tudo somado, 'The Old Gods and the New' representa uma enorme realização para Game of Thrones, uma vitrine espetacular de diálogos bem elaborados, atuações sutis, ritmo deliberado, ambientação gloriosa e o firme estabelecimento de que a continuídade da série é verdadeiramente separada daquela dos romances". Em particular, ele elogiou as cenas entre Arya e Tywin, o tumulto em Porto Real e o quase estupro de Sansa.

### Prêmios
"The Old Gods and the New" foi indicado a dois Primetime Emmy Awards, vencendo um: Kevin Alexander, Candice Banks, Rosalia Culora e Gary Machin receberam uma indicação na categoria de Melhor Penteado para uma Série de Câmera Única, enquanto Paul Engelen e Melissa Lackersteen venceram em Melhor Maquiagem para uma Série de Câmera Única (Não-Prostética).